# 卫攻曹之战
卫攻曹之战，春秋时期，曹国临近卫国，经常互相攻击。
卫国的孙蒯在曹隧打猎，饮马于重丘，打破了水瓶。曹国重丘人关起门来骂孙蒯，说他父亲孙林父亲自赶走国君卫献公，孙蒯不为这个担忧，为什么来打猎。孙蒯大怒，前556年（周灵王十六年、鲁襄公十七年、曹成公二十二年、卫殇公三年、晋平公二年）夏，卫国的孙蒯和石买率兵进攻曹国，占取了重丘。曹国向晋国状告卫国。
前547年（周灵王二十五年、鲁襄公二十六年、曹武公八年、卫殇公十二年、晋平公十一年、宋平公二十九年、郑简公十九年），卫国宁喜杀卫殇公，立卫献公复辟。六月，鲁襄公和晋国赵武、宋国向戌、郑国良霄、曹国人在澶渊会见，以讨伐卫国，划正戚地的疆界。当时卫献公参加了会见。晋国人拘捕了宁喜、北宫遗。卫献公去到晋国，晋国人抓了他关闭在士弱家里。
前498年（周敬王二十二年、鲁定公十二年、曹伯阳四年、卫灵公三十七年）夏，卫国的公孟彄领兵攻打曹国，攻下郊地。回军时，滑罗殿后。没有离开曹国，滑罗不退于列。他的御者说：“殿后而待在队列里，恐怕是无勇吧！”滑罗说：“与其空有勇猛之名，宁可让人说我无勇。”前497年（周敬王二十三年、鲁定公十三年、曹伯阳五年、卫灵公三十八年）夏，卫公孟彄再次领兵攻打曹国。